# Motor de balancín de seis columnas

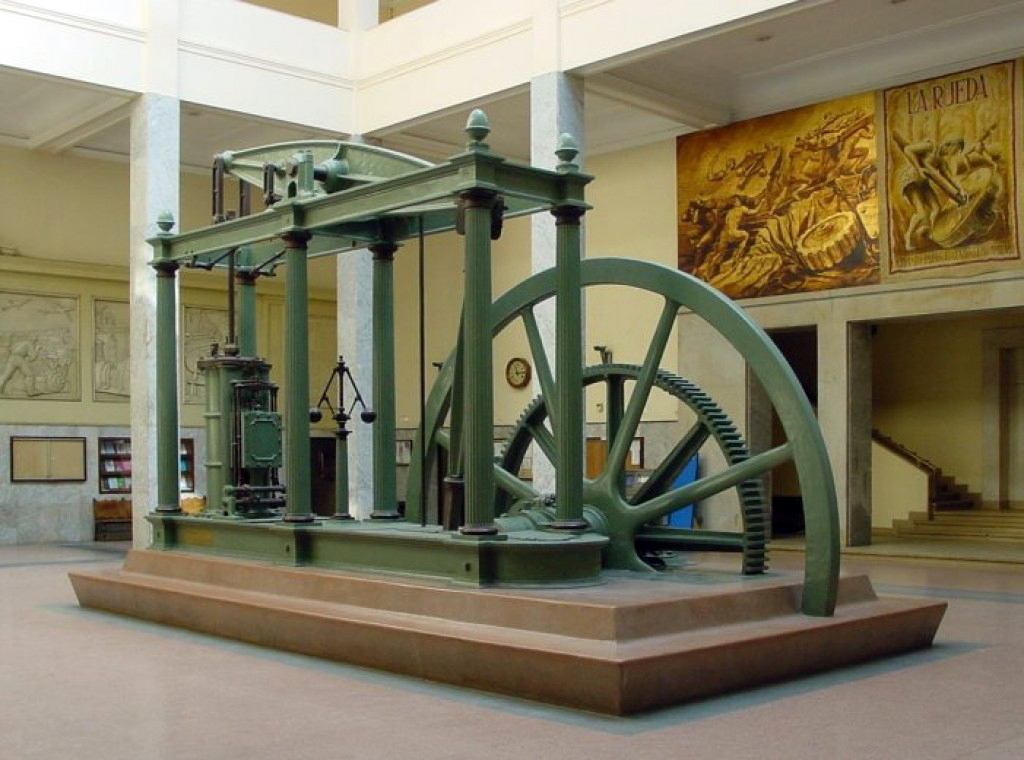
Motor de seis columnas fabricado por Napier de Londres (1859). Uno de los primeros motores de balancín en España, manejó prensas de acuñación en la Real Casa de la Moneda hasta finales del. Se conserva en la Universidad Politécnica de Madrid

Un motor de balancín de seis columnas es un tipo de máquina de vapor, en la que el pivote central del balancín se apoya en un marco de hierro fundido o bastidor, apoyado en seis columnas de hierro.

## Historia
Estos motores fueron un desarrollo de los motores integrados a un edificio. Sus bastidores de fundición podían construirse y ensamblarse en una fábrica antes de la entrega, lo que permitía un montarlos rápidamente en su emplazamiento. Su principal ventaja era que evitaban la necesidad de cimientos de mampostería complejos en la casa de máquinas, y simplemente bastaba una simple plataforma nivelada a la que se podía atornillar el bastidor de hierro. La exacta alineación entre el cilindro, el pivote del balancín y el cigüeñal estaba garantizada por el proceso de fabricación del bastidor. Aunque la parte superior del bastidor solo soportaba el pivote central del balancín y el mecanismo de movimiento paralelo de Watt, también tenía una función importante para rigidizar la estructura contra las fuerzas de flexión vertical entre el cilindro y el cigüeñal, evitando el problema de la escasa resistencia a flexión del hierro fundido. 
Una de las máquinas de vapor de seis columnas más antiguas que se conservan es un pequeño motor de 1820, posiblemente de Boulton & Watt, exhibido en el Museo de Ciencias e Industria de Birmingham. Otro motor del mismo tipo en esta colección es un Easton & Amos de 1864. Este motor es bastante más grande, y utiliza el sistema de expansión compuesta de Woolf.

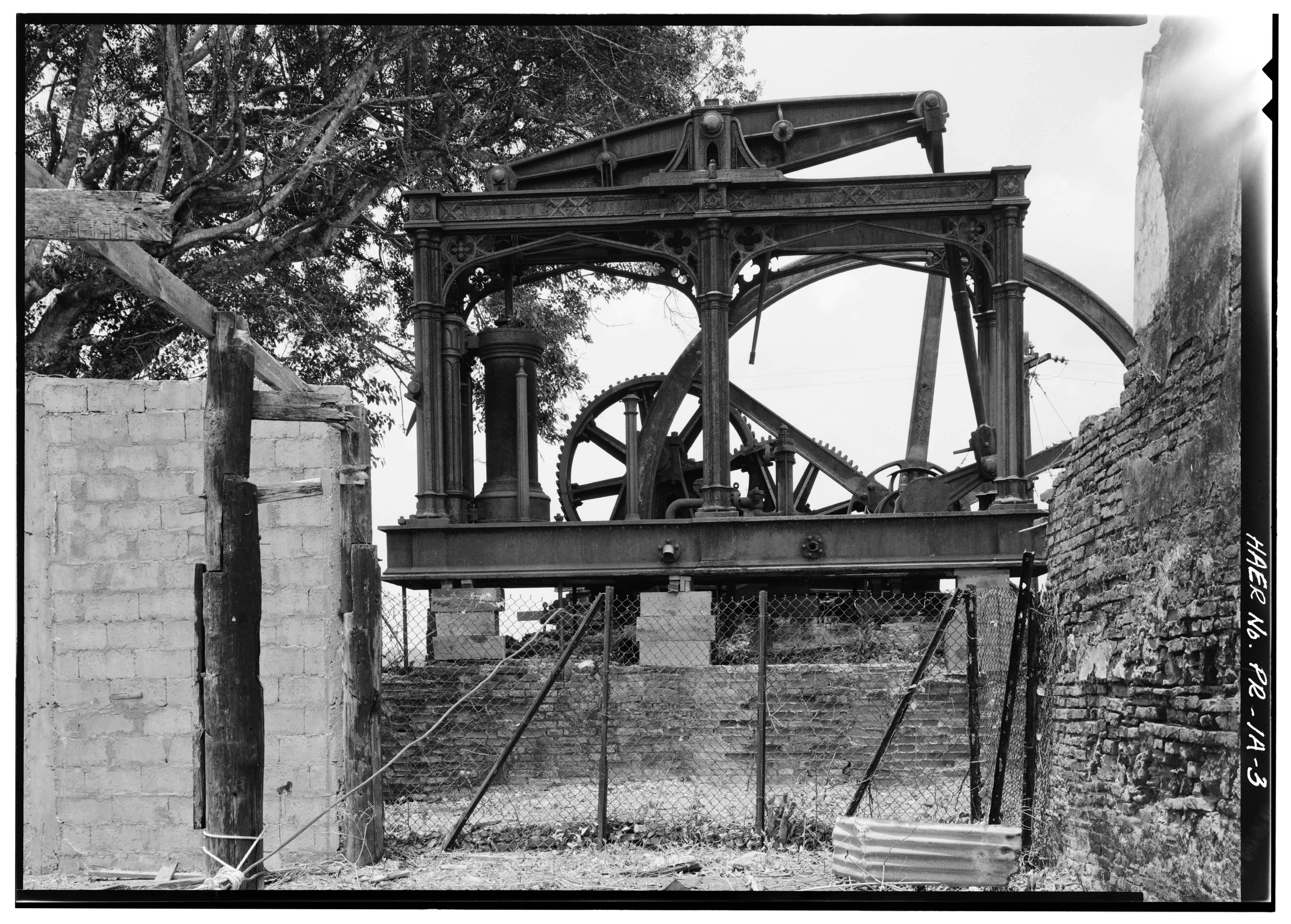
Motor de la Hacienda La Esperanza

Los motores de seis columnas eran los más populares para los tamaños más pequeños. Todos eran motores de balancín rotativos, con volante de inercia y eje de salida giratorio. Se utilizaron para impulsar maquinaria, tan diversa como molinos de trituración de caña de azúcar, motores de bobinado en minas de carbón y aserraderos. Muchos motores de balancín, que funcionaron hasta finales del siglo XX, no eran rotativos, usándose para impulsar bombas de agua verticales directamente. Estos motores no utilizaron el diseño de seis columnas. 
El pequeño motor de seis columnas puede considerarse como una forma temprana de motor semi-portátil. Su naturaleza prefabricada y la no necesidad de cimientos hicieron que fuera más rápida, y por lo tanto más barata, la primera instalación. También alentó la reutilización de motores en otros lugares. Se sabe que el pequeño motor de Birmingham ha trabajado en al menos tres sitios diferentes como un motor de cabrestante, procesando arcilla refractaria y, finalmente, como cortador de paja en una granja, una vida útil de alrededor de 130 años. El motor de la Cobb's Brewery (1825) en Margate fue uno de los lotes construidos para una plantación de azúcar en las Indias Occidentales, pero debido a su bancarrota antes del flete, se envió a Sudamérica. Su barco se hundió en el Norte de Foreland y fue comprado tras el naufragio para su uso local. La versatilidad de este diseño significaba que podían ser utilizados fácilmente por una gran variedad de industrias. 
Por lo general, los motores de seis columnas no se fabricaban fuera del Reino Unido, aunque al menos uno fue construido por la Fundición de West Point en los EE. UU. en la década de 1840 y se exportó a la Hacienda Azucarera La Esperanza en Puerto Rico, para accionar un ingenio de caña de azúcar. Permanece allí hoy en día y en 1979 fue designado como Monumento Histórico Nacional de Ingeniería Mecánica por la Sociedad Estadounidense de Ingenieros Mecánicos.

## Variantes

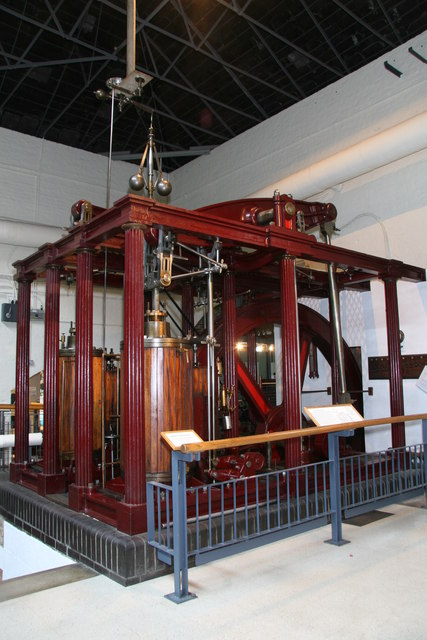
Motor gemelo de seis columnas. Dancers End

El motor gemelo de seis columnas se usó cuando dos motores tenían un volante de inercia compartido. Se usaron marcos típicos de seis columnas de hierro fundido sobre cada motor, pero unidos por marcos adicionales entre ellos. Un ejemplo de tal motor es un Kay & Co. de 1867 de la estación de bombeo Dancers End en Chiltern Hills, está ahora en Kew Bridge.
Los motores más grandes rara vez usaban la forma de seis columnas, ya que el marco superior se volvería difícil de mover e instalar. El peso de sus grandes vigas era más de lo que podían soportar las delgadas columnas que sostenían el pivote del balancín. Una forma rara era el motor de ocho columnas, donde el pivote estaba soportado por cuatro pilares en lugar de dos. Un ejemplo de tal motor sobrevive en Markfield Road. Con la potencia adicional de los motores más grandes, las fuerzas de flexión en el bastidor se volverían demasiado grandes, por lo que estos motores utilizaban bancadas de mampostería o de fundición de hierro, sobre las que se fijaba la base del motor. 

## Motores de depósito base

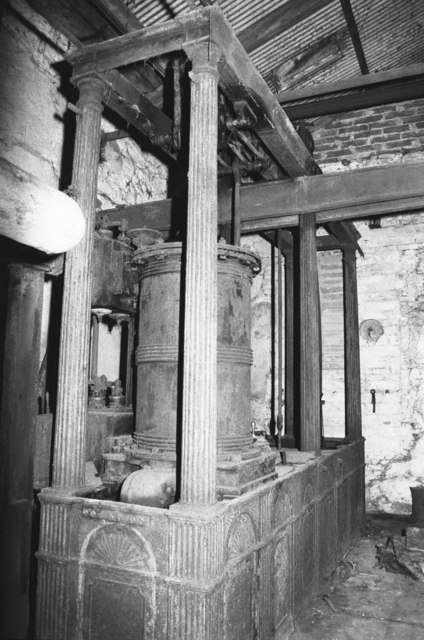
Motor de depósito base en la destilería Middleton

Otro desarrollo posterior como motor semi-portátil fue el motor de depósito base. En este diseño, se reemplazó el marco inferior plano por una profunda 'bañera' de hierro fundido, con lo que se mejoró la rigidez del bastidor, de modo que los motores podían colocarse sobre cimientos más someros. Muchos de estos motores, en uso colonial, simplemente se apoyaron sobre plataformas de troncos de madera, en lugar de construirse sobre mampostería. 
La mayoría de los motores de balancín también utilizaban la condensación. Accesorios como el pozo caliente y la bomba de aire podían colocarse convenientemente dentro de un tanque hermético, de modo que se contuviera el agua de salida. 
Un modelo de motor de depósito base sirvió de inspiración al motor de balancín de Tubal Cain, Lady Stephanie.